# Бронзарт фон Шеллендорф, Генрих Вальтер
Генрих-Вальтер Вильгельм Эрнст Вивигенс Конрад Бронзарт фон Шеллендорф (нем. Heinrich-Walter Wilhelm Ernst Wiwigens Konrad Bronsart von Schellendorff; 21 сентября 1906 — 12 сентября 1944) — офицер Вермахта во Второй мировой войне.
Представитель старинного дворянского рода Бронзарт фон Шеллендорф, военный по меньшей мере в пятом поколении. Поступил на военную службу в 1924 году. В 1935 г. произведён в ротмистры, в 1937—1939 гг. командовал кавалерийским эскадроном. С 1939 г. на Восточном фронте, командовал батальоном мотоциклистов, затем танковым полком. Майор (1940), подполковник (1943), полковник (1944). 4 сентября 1944 года назначен командиром 111-й танковой бригады.
Награждён Рыцарским крестом Железного креста с Дубовыми Листьями за храбрость в бою и хорошее командование войсками. Был убит 12 сентября 1944 года под Шато-Сален, Франция. Посмертно получил звание генерал-майора.

## Награды
- Медаль «За выслугу лет в вермахте» 4-го и 3-го класса
- Железный крест (1939) 2-го класса (11 мая 1940)
- Железный крест (1939) 1-го класса (21 июня 1940)
- Медаль «За зимнюю кампанию на Востоке 1941/42»
- Немецкий крест в золоте (24 мая 1942 г.)
- Рыцарский крест Железного креста с дубовыми листьями
  - рыцарский крест (10 сентября 1943) (полковник, командир 13 моторизованного полка)[1]
  - дубовые листья (№ 394) (12 февраля 1944) (полковник, командир 13 моторизованного полка)[2]
- Нагрудный знак «За участие в общих штурмовых атаках» 1-й ступени (без указания числа атак)